# Araneus roseomaculatus
Araneus roseomaculatus är en spindelart som beskrevs av Ono 1992. Araneus roseomaculatus ingår i släktet Araneus och familjen hjulspindlar.
Artens utbredningsområde är Taiwan. Inga underarter finns listade i Catalogue of Life.